# REXX
REXX, REstructured eXtended eXecutor, är ett interpreterande programspråk skapat av Mike Cowlishaw på IBM. Cowlishaw utvecklade den första versionen på sin fritid mellan åren 1979 och 1982.
Många av de operativsystem IBM distribuerar inkluderar REXX, till exempel OS/2, PC-DOS, OS/400 och z/OS. AmigaOS 2.0 och senare inkluderar sin egen version av REXX kallad ARexx. Förutom de operativsystem som inkluderar REXX finns det också portat till ett flertal plattformar, till exempel Linux, BeOS, QNX och Windows.
IBM har donerat sin version av REXX till The Rexx Language Association.